# John Tortorella
John Tortorella, född 24 juni 1958 i Boston, Massachusetts, är en amerikansk ishockeytränare som tränade senast Philadelphia Flyers i NHL.
Han är mest känd för att ha vunnit Stanley Cup med Tampa Bay Lightning 2004. Han har också vunnit Jack Adams Award som årets tränare två gånger, 2004 med Tampa Bay Lightning och 2017 med Columbus Blue Jackets. 

## Tränarkarriär

### NHL

#### Tampa Bay Lightning
Tortorella tränade Lightning från 2001 till 2008 då han fick sparken. Han vann Stanley Cup och Jack Adams Award 2004.

#### New York Rangers
Den 23 februari 2009 tog han över tränaruppdraget för New York Rangers. I Rangers lyckades han ta laget till slutspel säsongen 2008–09 där laget åkte ut i första rundan mot Washington Capitals. Andra säsongen, 2009–10, missade Rangers slutspelet med 1 poäng. 2010–11 förlorade Rangers åter igen i första rundan i slutspelet mot Washington Capitals. I maj 2013 fick han sparken efter fyra år i klubben.

#### Vancouver Canucks
Säsongen 2013–14 tränade han Vancouver Canucks.

#### Columbus Blue Jackets
Han tog över som coach för Columbus Blue Jackets den 21 oktober 2015. Han vann Jack Adams Award en andra gång 2017.

### Landslagstränare
Tortorella har även tränat USA:s ishockeylandslag, och gjorde det igen 2016 då World Cup spelades i Kanada.

## Spelarkarriär
Som aktiv spelade Tortorella collegehockey för University of Maine i NCAA. Efter åren i college spelade han en säsong i Sverige, när han säsongen 1981–82 spelade för Kristianstads IK. Efter året i Sverige återvände han till USA och tillbringade resten av den aktiva karriären i ligan Atlantic Coast Hockey League (ACHL).